# Años 100 a. C.
Los años cien antes de Cristo comenzaron el 1 de enero del 109 a. C. y terminaron el 31 de diciembre del 100 a. C.

## Acontecimientos
- En la Hispania romana, se producen sublevaciones de celtíberos y de algunos vacceos entre 107 y 93 a. C.[1]